# Ernst Ludwig von Hacke
Ernst Ludwig von Hacke (* 17. Oktober 1651 auf Machnow in der Mark; † 22. Dezember 1713 in Berlin) war preußischer Generalleutnant und Kommandant von Berlin. Er war Erbherr auf Kleinmachnow. Nach dem Tod seines Bruders erbte er auch Heinersdorf.

## Leben

### Herkunft
Seine Eltern waren Otto von Hacke (* 14. September 1615; † 7. Januar 1682) – Erbherr auf Kleinmachnow im Kreis Teltow, kurbrandenburgischer Kreiskommissar und Landesverordneter des Kreises Teltow – und dessen Ehefrau Anna Maria von Pfuel (* 2. Dezember 1618; † 20. Mai 1695) aus dem Haus Jahnsfelde. An der Fassade der Dorfkirche Stahnsdorf (Teltower Kreis) befindet sich eine Inschrift von 1696, dass  „Ernst Ludewich von Hake“ diese Kirche „welche sehr zerfalle geweset“ hat reparieren lassen.

### Militärlaufbahn
Er ging 1670 in Kurbrandenburger Dienste und kam in die Leibgarde zu Fuß. 1675 wurde er zum Leutnant befördert. 1680 war er Hauptmann der Füsilier-Garde und 1684 Chef der 5. Kompanie. Im Jahr 1687 wurde er Oberstwachtmeister und am 24. Juli 1690 Oberst und Kommandeur des I. Bataillons der Leibgarde. Am 24. April 1696 wurde er dann Kommandeur des Regiments der Leibgarde und am 19. Februar 1704 erfolgte die Beförderung zum Generalmajor. Er zog mit einem Teil der Füsilier-Garde bis an die Maas. 1709 wurde er schließlich Vizekommandant von Berlin und am 24. Mai 1713 Generalmajor und Kommandant von Berlin. Er starb wenig später unverheiratet am 22. Dezember 1713 in Berlin.